# Устрицы
У́стрицы (лат. Ostreidae) — семейство морских двустворчатых моллюсков, включающее около 50 видов.

## Описание
Обладают очень характерной асимметричной раковиной неправильной формы. Раковина толстостенная и неравностворчатая. Она состоит из более крупной выпуклой (большей частью левой) створки, которая прирастает к различным подводным предметам, и меньшей, более плоской и тонкой, свободной створки, образующей своего рода крышку. Верхушка створок прямая, на правой обыкновенно более, чем на левой; замочный край без зубцов, связка, соединяющая обе створки, находится у замочного края с внутренней стороны. К обеим створкам раковины прикрепляется мантия (выделившая раковину). На внутренней поверхности створок раковины заметны отпечатки, то есть места прикрепления одного замыкательного мускула, при помощи которого обе створки сближаются между собой, однако учёными этот процесс ещё в точности не выяснен. Нога, составляющая характерный орган движения пластинчатожаберных, у устриц совершенно отсутствует, так как они ведут неподвижно прикреплённый образ жизни. Жабры устриц состоят с каждой стороны тела из 2 тонких пластинок, усаженных (так же, как и мантия) мерцательными волосками, поддерживающими непрерывный ток воды вокруг тела животного. Благодаря действию всех этих мерцательных волосков, животное постоянно получает свежую воду, богатую кислородом, а также и различные пищевые частицы, взвешенные в морской воде, — как мёртвые, так и живые, состоящие из одноклеточных животных и растений (инфузорий, водорослей), коловраток, мелких личинок различных морских животных (кишечнополостных, червей, моллюсков и т. д.).
Очертания раковины различны не только у разных видов, но и у разных особей одного вида. Моллюск цементируется к субстрату левой створкой, которая повторяет неровности поверхности, на которой животное сидит. Скульптура может быть концентрической, у других форм — радиальной, или оба типа скульптуры выражены одновременно. Единственный аддуктор занимает середину створок. Размер разный; гигантская устрица может достигать длины 38 см. Европейские виды обычно имеют раковину длиной 7—13 см. Мантия открытая, сифонов не образует, ток воды сквозной: вода входит через передний край раковины и выходит через брюшной и задний края; очень хорошо развиты полукруглой формы жабры, окружающие мощный аддуктор. У взрослых животных нога отсутствует, но у молоди имеется.
Устрицы раздельнополы; при благоприятных условиях одна самка может за сезон дать до 500 млн яиц, то есть репродуктивный потенциал у этих моллюсков чрезвычайно высок. Сперматозоиды попадают с током воды в мантийную полость самки, и оплодотворённые яйца развиваются в задней части мантийной полости. Через несколько дней в воду выходят подвижные личинки; они плавают в течение нескольких дней и затем оседают, имея хорошо развитую ногу. С помощью ноги молодь ползает, выбирая место для окончательной цементации, после чего нога начинает уменьшаться и не позже чем через 72 дня редуцируется полностью.

## Классификация
- Alectryonella
- Agerostrea Vialov 1936
- Anomiostrea
- Booneostrea
- Crassostrea Sacco, 1897 (27 видов)
- Magallana Salvi & Mariottini, 2016[3]
  - Magallana angulata (Lamarck, 1819)[4]
  - M. ariakensis (Fujita, 1913?)[4]
  - M. belcheri (G. B. Sowerby II, 1871)[4]
  - M. bilineata (Röding, 1798)[4]
  - M. dactylena (Iredale, 1939)[4]
  - M. gigas (Thunberg, 1793)[4]
  - M. hongkongensis (Lam & Morton, 2003)[4]
  - M. nippona (Seki, 1934)[4]
  - M. revularis (Gould, 1861)[4]
  - M. sikamea (Amemiya, 1928)[4]
- Cryptostrea Harry, 1985 (синонимизирована с Ostrea[5])
  - C. permollis G.B.Sowerby II, 1871
- Dendostrea Swainson, 1835 (12 видов)[6]
  - D. frons L. 1758
  - D. sandvicensis G.B.Sowerby II, 1871
- Lopha Röding, 1798
  - L. cristagalli L.
  - L. frons L. 1758
- Nanostrea
- Nicaisolopha Vyalov, 1936
- Ostrea L. 1758 (ок. 120 видов)
- Planostrea
- Pretostrea
- Pustulostrea
- Saccostrea (11 видов)
- Striostrea
  - S. margariacea Lamarck, 1819
  - S. denticulata Born, 1778
  - S. prismatica Gray, 1825
- Teskeyostrea Harry, 1985
  - T. weberi Olsson, 1951

## Условия обитания
Почти все виды тепловодны, и лишь отдельные виды проникают на север до 66° с. ш. Живут они как поодиночке, так и колониями, обычно на жёстких грунтах — камнях, скалах или на смешанных песчано-каменистых грунтах на глубинах от 1 до 50—70 м. Принято различать береговые поселения и устричные банки. Поселения иной раз могут простираться на 300—400 м от берега, как, например, в Японском море. Устричные банки иногда находятся и на большем отдалении от берега. Как и многие прибрежные животные, эти моллюски способны переносить некоторое опреснение; минимальная солёность, при которой они могут существовать, — 12 ‰. Уровень солёности отражается на скорости роста устриц и на их вкусовых качествах: лучшими считаются устрицы, собранные при солёности от 20 до 30 ‰ — там, где имеется небольшое и постоянное опреснение речными водами. При солёности около 33—35 ‰ устрицы растут хорошо, но мясо их становится жёстким. Это свойство было хорошо известно ещё древним римлянам, которые выдерживали собранных в море устриц в небольших опреснённых водоёмах. На поселениях и банках устрицы иногда живут очень плотно, тогда их раковины часто стоят вертикально, брюшным краем вверх; иной раз они срастаются вместе по несколько штук. Во время сильных отливов колонии ракушек иногда обнажаются, поэтому многие виды обладают способностью переживать длительное осушение.